# Bistum Armidale
Das Bistum Armidale (lateinisch Dioecesis Armidalensis, englisch Diocese of Armidale) ist eine in Australien gelegene Diözese der römisch-katholischen Kirche mit Sitz in Armidale, New South Wales.

## Geschichte
Papst Pius IX. gründete es am 28. November 1862 aus Gebietsabtretungen des Erzbistums Sydney, dem es auch als Suffragandiözese unterstellt wurde.
Der Heilige Stuhl gewährte am 28. Januar 1863 dem Erzbischof von Sydney das Privileg den Bischof von Armidale zu ernennen. Im Mai dieses Jahres ernannte der Erzbischof von Sydney Bede Polding OSB Samuel Augustine Sheehy OSB. Diese Ernennung wurde jedoch nicht durch den Heiligen Stuhl anerkannt, der am 23. Januar 1865 James Bernard Hayes OESA ernannte. Im Jahr 1869 wurde der erste Bischof geweiht und ins Amt eingeführt.
Am 5. Mai 1887 verlor es einen Teil seines Territoriums an das Bistum Grafton und fünf Tage später an das Bistum Wilcannia.

## Bischöfe von Armidale
- Thomas Timothy O’Mahony (1. Oktober 1869–2. August 1877)
- Elzear Torreggiani OFMCap (12. Februar 1879–28. Mai 1904)
- Patrick Joseph O’Connor (28. Januar 1904–15. Juli 1932)
- John Aloysius Coleman (15. Juli 1932–22. Dezember 1947)
- Edward John Doody (11. März 1948–9. April 1968)
- James Darcy Freeman (18. Oktober 1968–9. Juli 1971, dann Erzbischof von Sydney)
- Henry Joseph Kennedy (6. Dezember 1971–26. April 1991)
- Kevin Michael Manning (26. April 1991–10. Juli 1997, dann Bischof von Parramatta)
- Luc Julian Matthys (17. März 1999–7. Dezember 2011)
- Michael Robert Kennedy (7. Dezember 2011–2. Februar 2023, dann Bischof von Maitland-Newcastle)
- Peter Mel Murphy (seit 26. Februar 2025)

## Weblinks

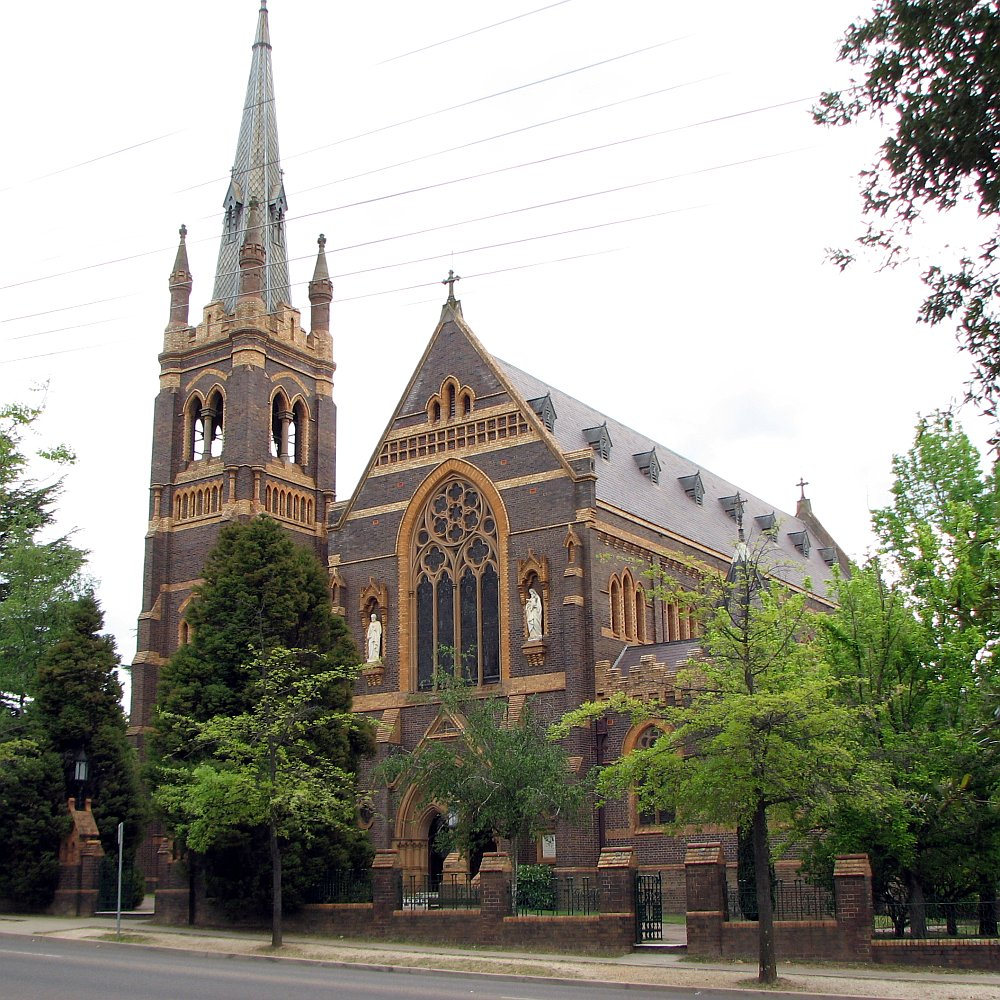
St Mary and St Joseph’s Cathedral